# Zernikecomplex

Locatie van het Zernikecomplex

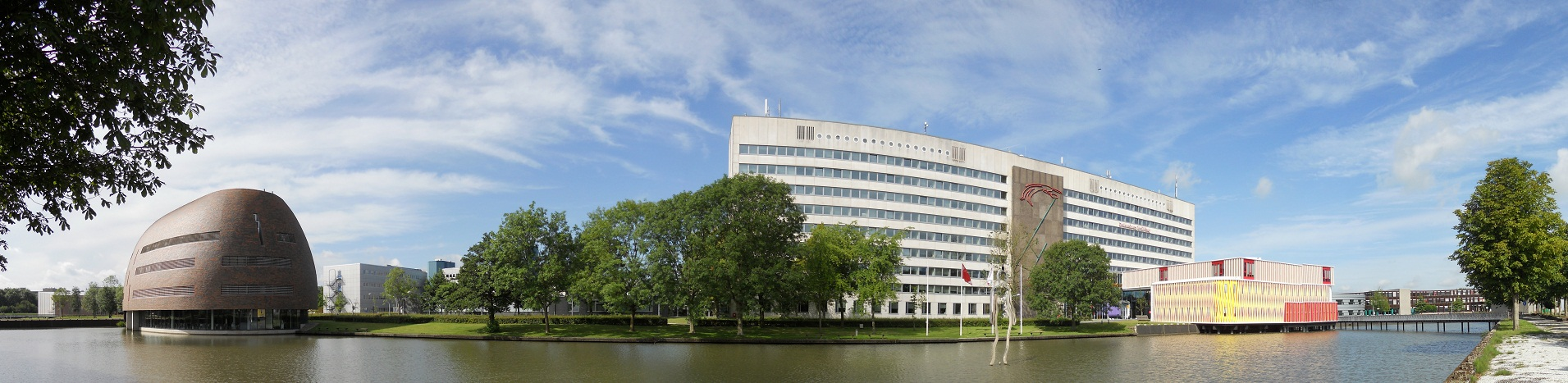
Overzicht westzijde Zernikecomplex

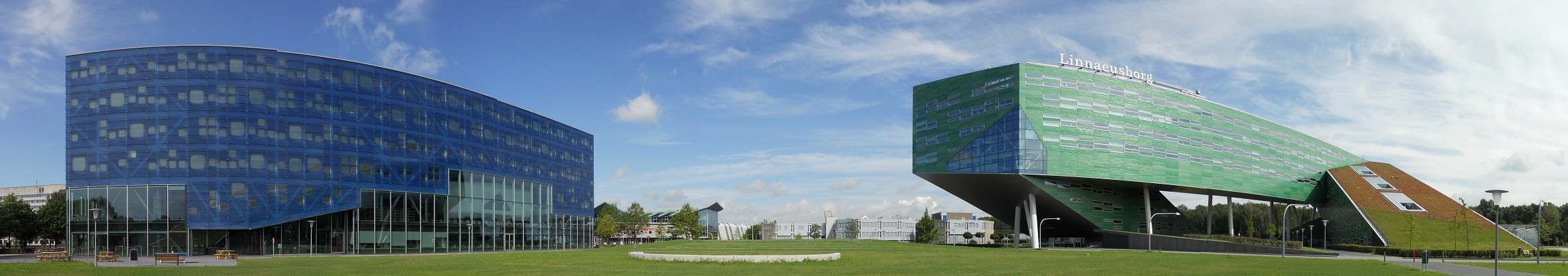
Overzicht oostzijde Zernikecomplex

Het Zernikecomplex, ook Zernike Campus Groningen genoemd, is een gebied in het noorden van de stad Groningen dat deel uitmaakt van de wijk Paddepoel. Het is vernoemd naar wetenschapper Frits Zernike (1888-1966) die in 1953 de Nobelprijs voor Natuurkunde ontving. In het gebied bevindt zich een concentratie van gebouwen van de Rijksuniversiteit Groningen (RUG) en de Hanzehogeschool Groningen, alsmede vestigingen van andere instellingen en bedrijven, zoals Google. Op een deel van het terrein aan het Reitdiep lag vroeger het gehucht Blauwborgje.

## Geschiedenis
In de jaren 1960 is ten noorden van Groningen het Zernikecomplex ontstaan met als uiteindelijk doel grote delen van de universiteit daarheen te verplaatsen. Het doel was daarbij niet, zoals bijvoorbeeld de campus van Universiteit Twente in Enschede, dat studenten op de campus kwamen wonen, maar wel de concentratie van de universiteit op één plek. In de jaren 80 is men van dit idee afgestapt, waardoor een groter deel van de universiteit in de stad is achtergebleven dan vooraf gepland. Op het Zernikecomplex verschenen intussen bedrijven en vestigde zich de Hanzehogeschool.
In 2013 besloten de Rijksuniversiteit Groningen, de Hanzehogeschool, de gemeente en de provincie Groningen het gebied verder te ontwikkelen onder de naam Zernike Campus Groningen. Eind januari 2015 werden herinrichtingsplannen voor het complex bekendgemaakt door universiteit, hogeschool en gemeente. Het hele gebied moet meer parkachtig worden. Onderdeel daarvan zijn nieuwe fiets- en wandelpaden, horecavoorzieningen, winkeltjes en studenten- en bedrijfshuisvesting. De totale investeringen bedragen rond de 15 miljoen euro. In het oostelijke deel van de Zernike Campus moet volgens plan in eerste instantie vooral nieuwbouw worden gerealiseerd.
Een van de nieuwere centra is de Energy Academy Europe (EAE), waarin bedrijfsleven, onderwijs, en wetenschap gezamenlijk werken aan onderzoek en innovatie op energiegebied.
Een van de grotere complexen is dat voor natuurkunde en scheikunde dat het oude Nijenborgh 4 gebouw vervangt. Het definitieve ontwerp werd in december 2015 bekendgemaakt. Het gebouw is vernoemd naar Nobelprijswinnaar Ben Feringa, werkzaam aan de Rijksuniversiteit Groningen, en werd geopend in juni 2025.

## Instellingen

### Opleidingen van de RUG die gevestigd zijn op Zernike
- Bedrijfskunde, Economie (Duisenberg Building)
- Ruimtelijke Wetenschappen (Sociale Geografie en Planologie en Technische Planologie) (Mercator)
- Energie- en milieuwetenschappen (Energy Academy Europe)
- Informatica, Kunstmatige Intelligentie en Wiskunde (Bernoulliborg)
- Levenswetenschappen (Biologie) (Linnaeusborg)
- Natuurkunde en Scheikunde (Nijenborgh 4)
- Sterrenkunde (Kapteynborg)
- Technische Bedrijfskunde (Nijenborgh 4)

### Onderdelen van deHanzehogeschool Groningendie gevestigd zijn op Zernike
- Academie voor Sociale Studies
- ALO (Prins Willem Alexander Sportcentrum 2008)
- Economie
- Instituut voor Bedrijfskunde
- PABO
- Techniek (Van Doorenveste)
- Instituut voor Communicatie, Media & IT (Van Doorenveste)
- Instituut voor rechtenstudies, van Olstborg
- Instituut voor Future Environments (Van Doorenveste)

### Onderzoekscentra op Zernike

#### Rijksuniversiteit
- diverse onderzoeksinstituten van de faculteiten Economie & Bedrijfskunde, Ruimtelijke Wetenschappen en Science & Engineering, o.a. Kapteyn Instituut (Sterrenkunde) en KVI - Center for Advanced Radiation Technology (KVI-CART)

#### Hanzehogeschool
- diverse aan de Hanzehogeschool verbonden  onderzoekscentra, o.a. Center of Excellence for Intelligent Sensor Innovation

#### Onafhankelijke institituten
- SRON Netherlands Institute for Space Research

#### Aan bedrijven verbonden onderzoekscentra
- o.a.  het innovatiecentrum  van Avebe

### Andere instellingen en bedrijven
- Transcom
- Biblionet
- Google
- Avebe

### Fotoverzicht van de gebouwen

#### Rijksuniversiteit Groningen

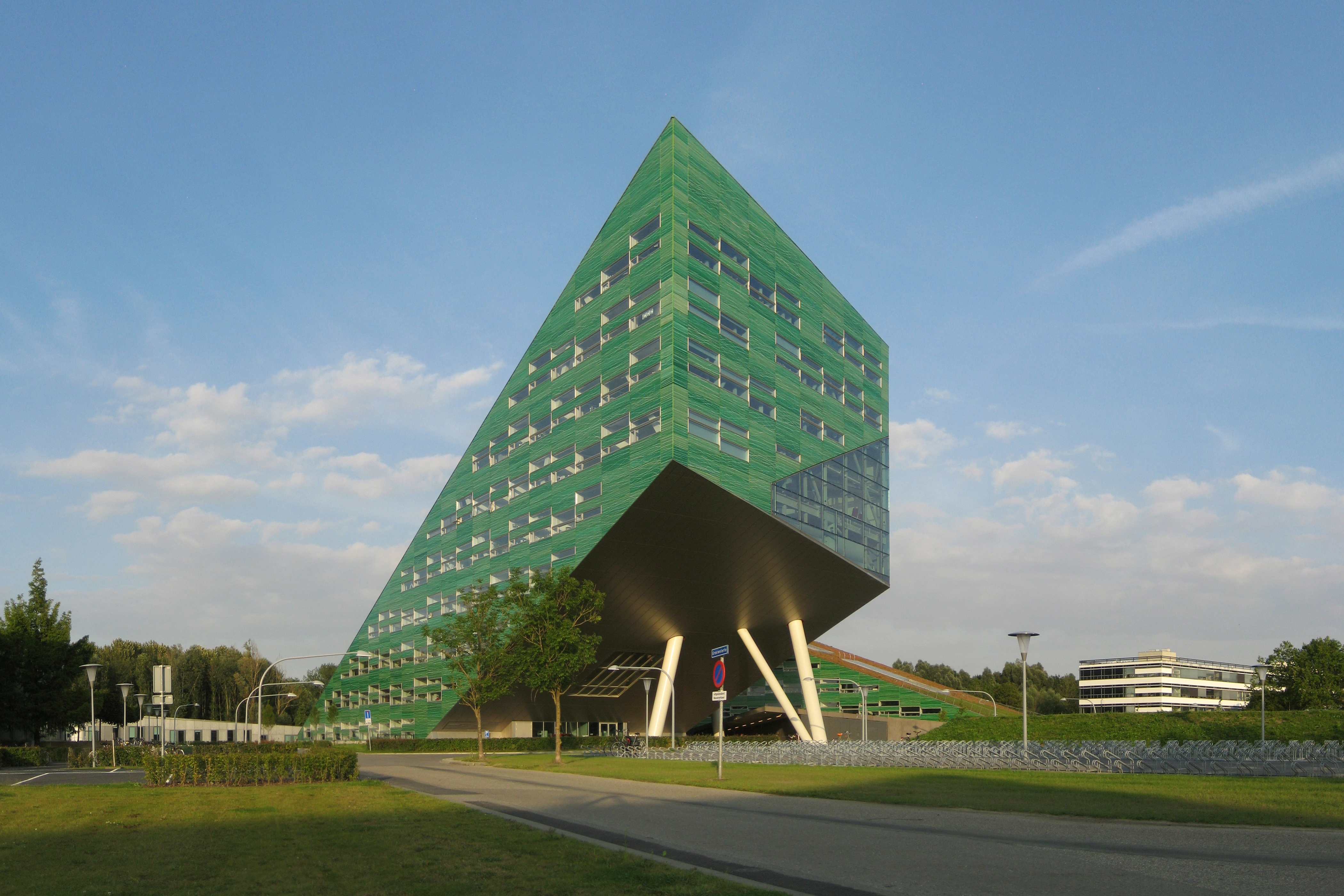
Linnaeusborg
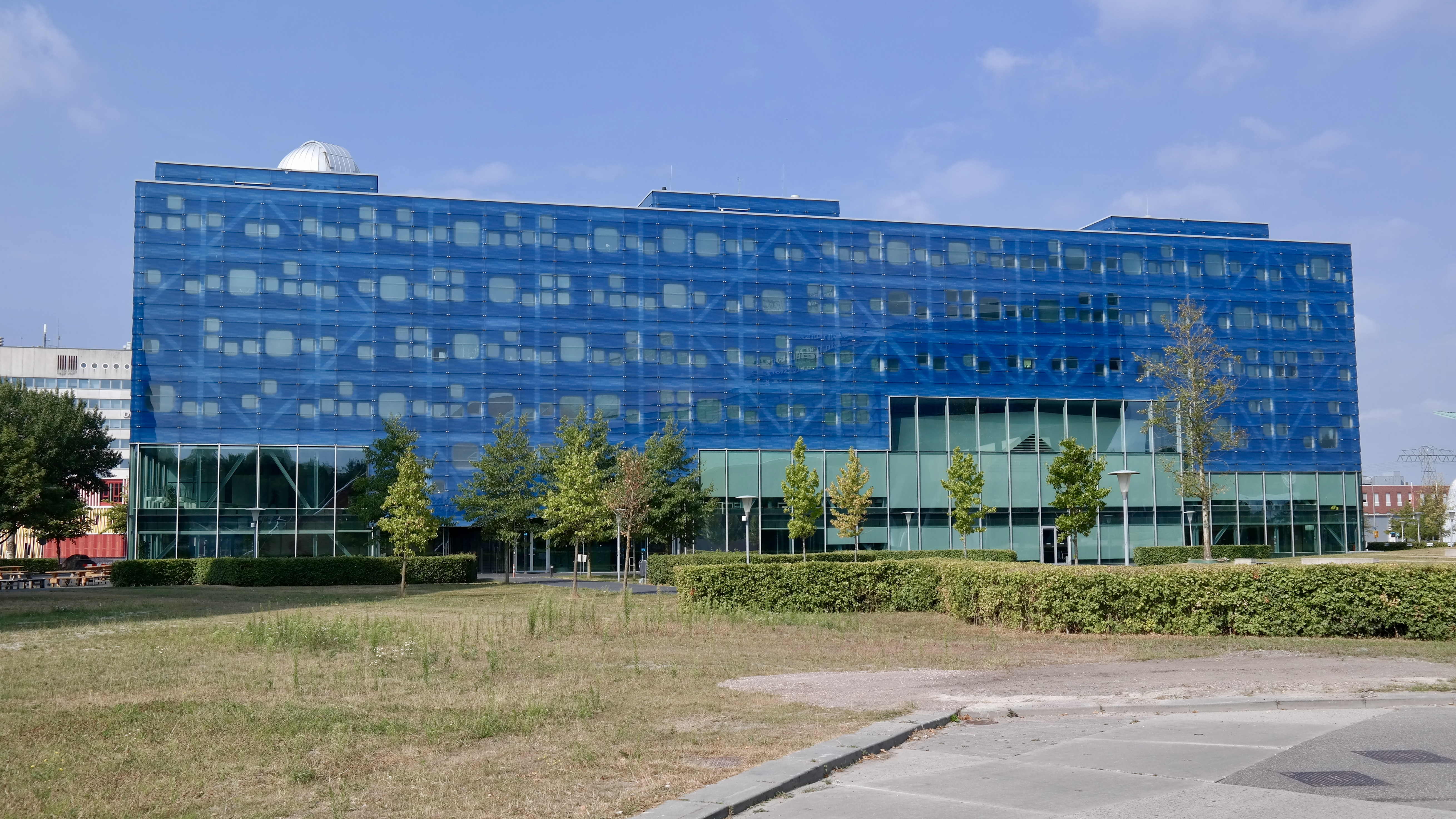
Bernoulliborg
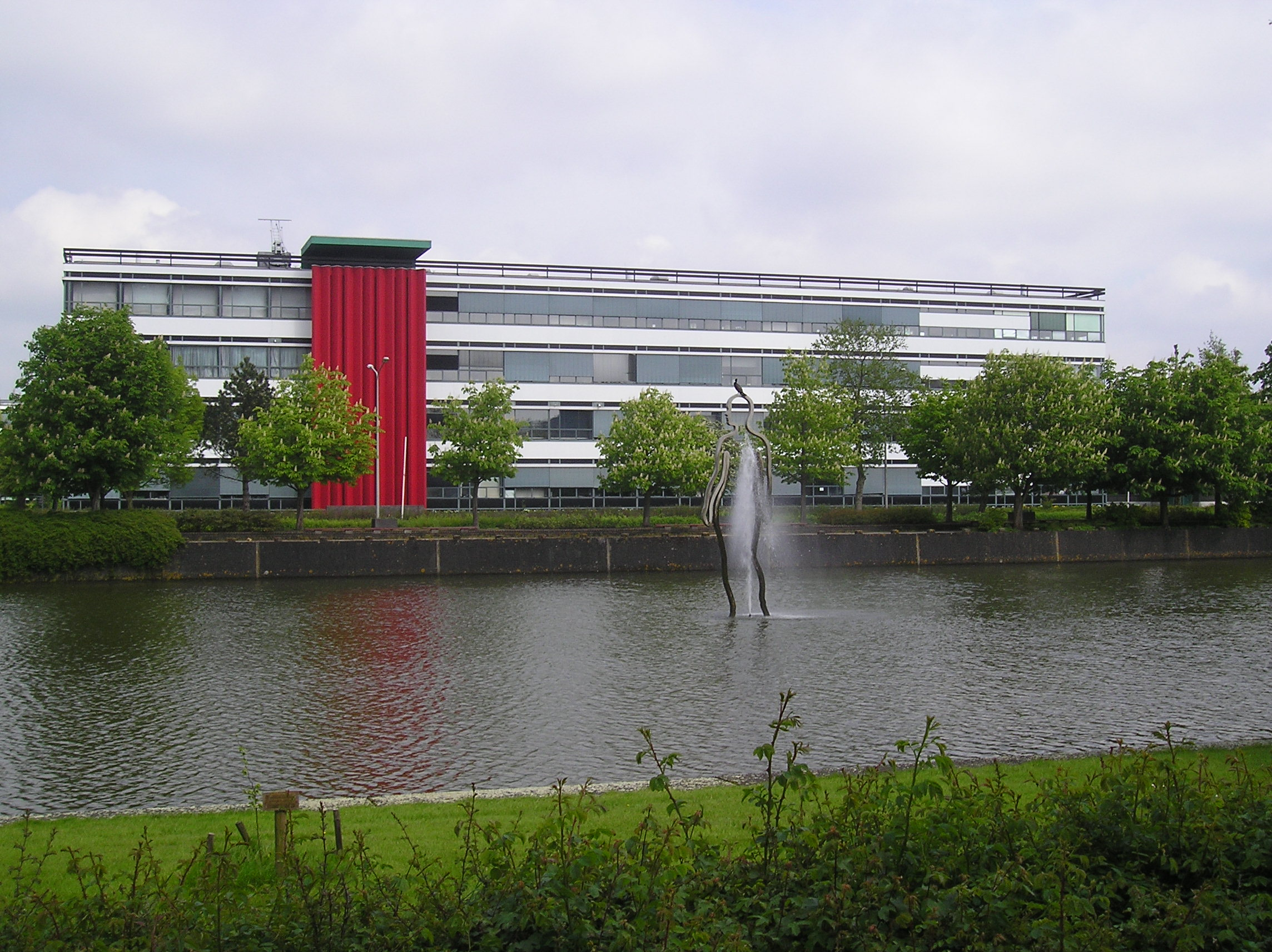
Nijenborgh 4
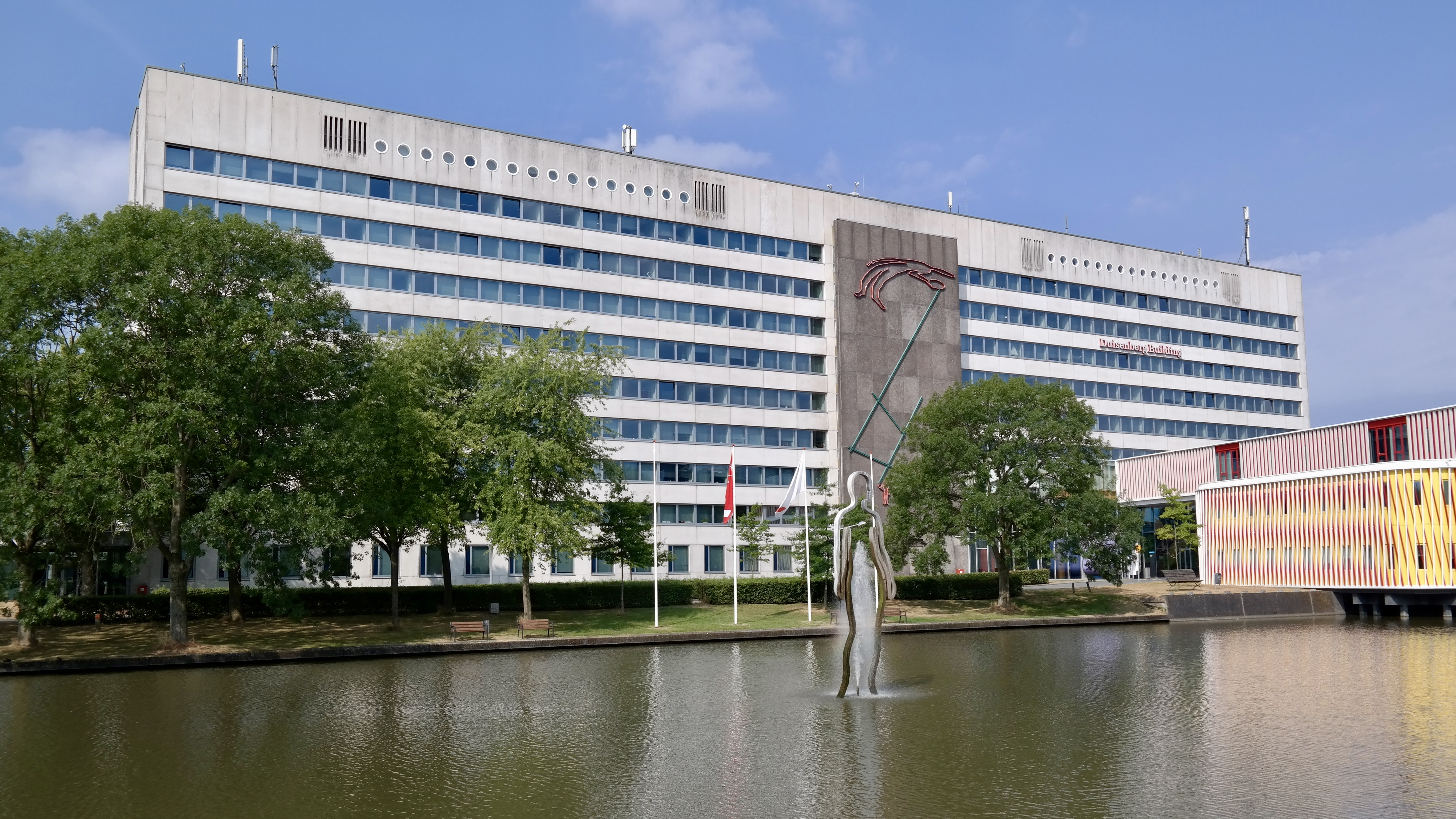
Duisenberg Building
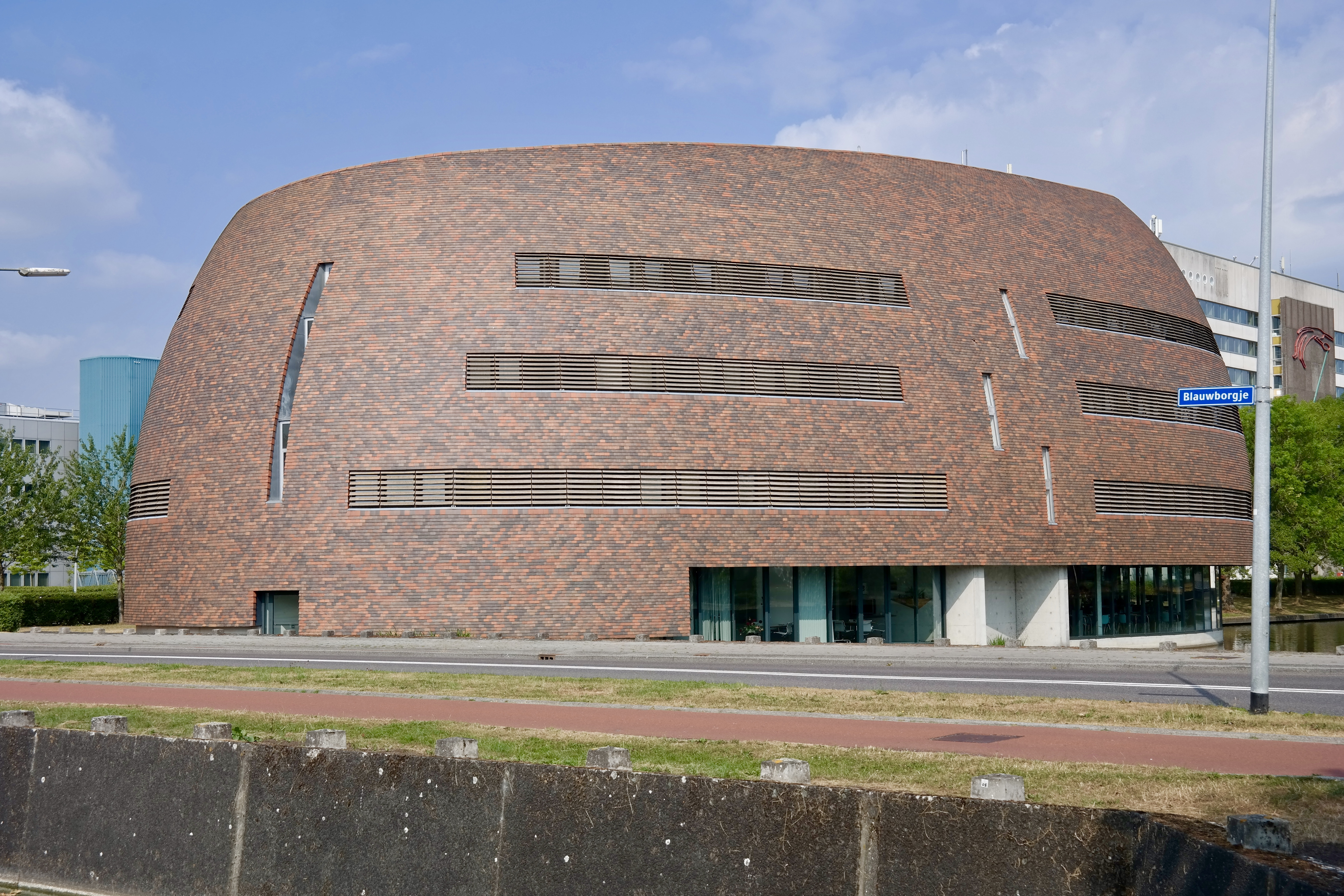
Smitsborg
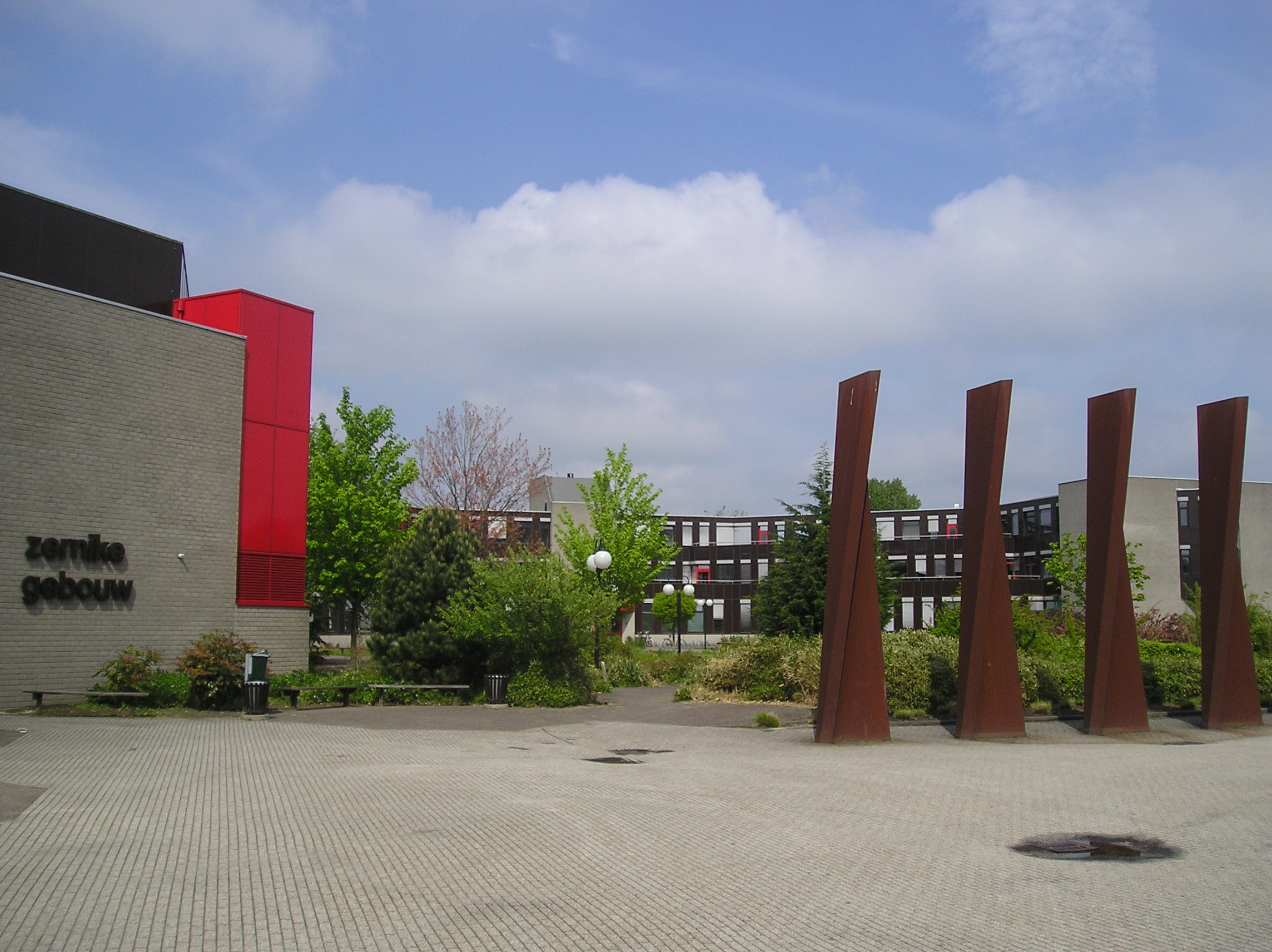
Kapteynborg
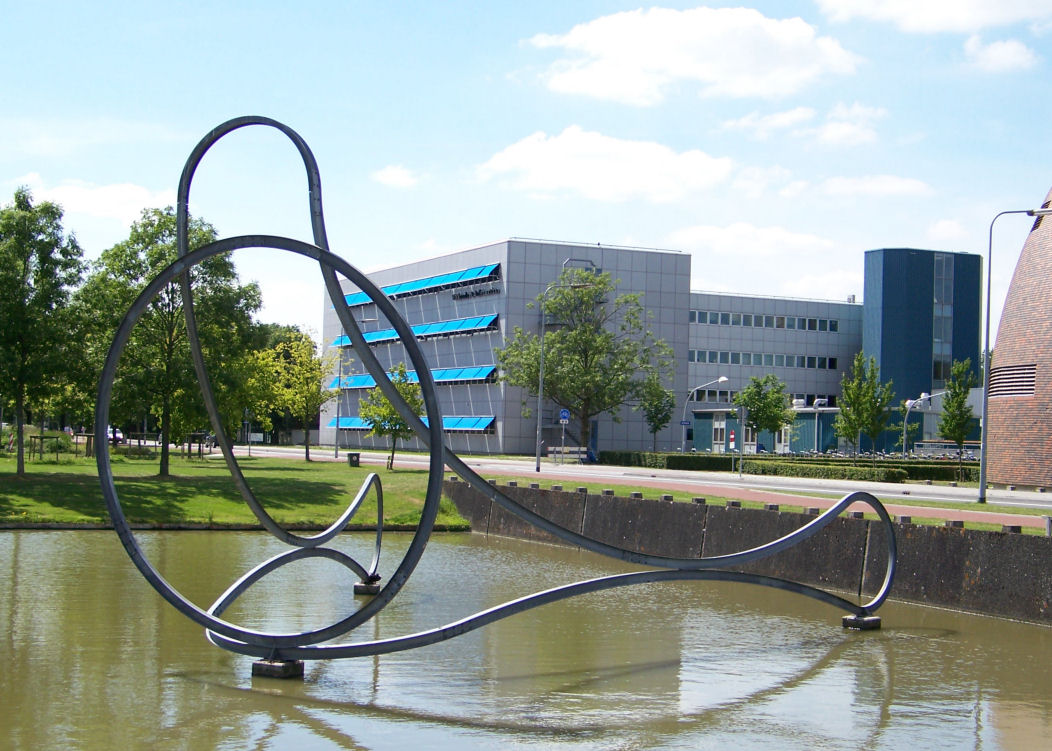
Mercator
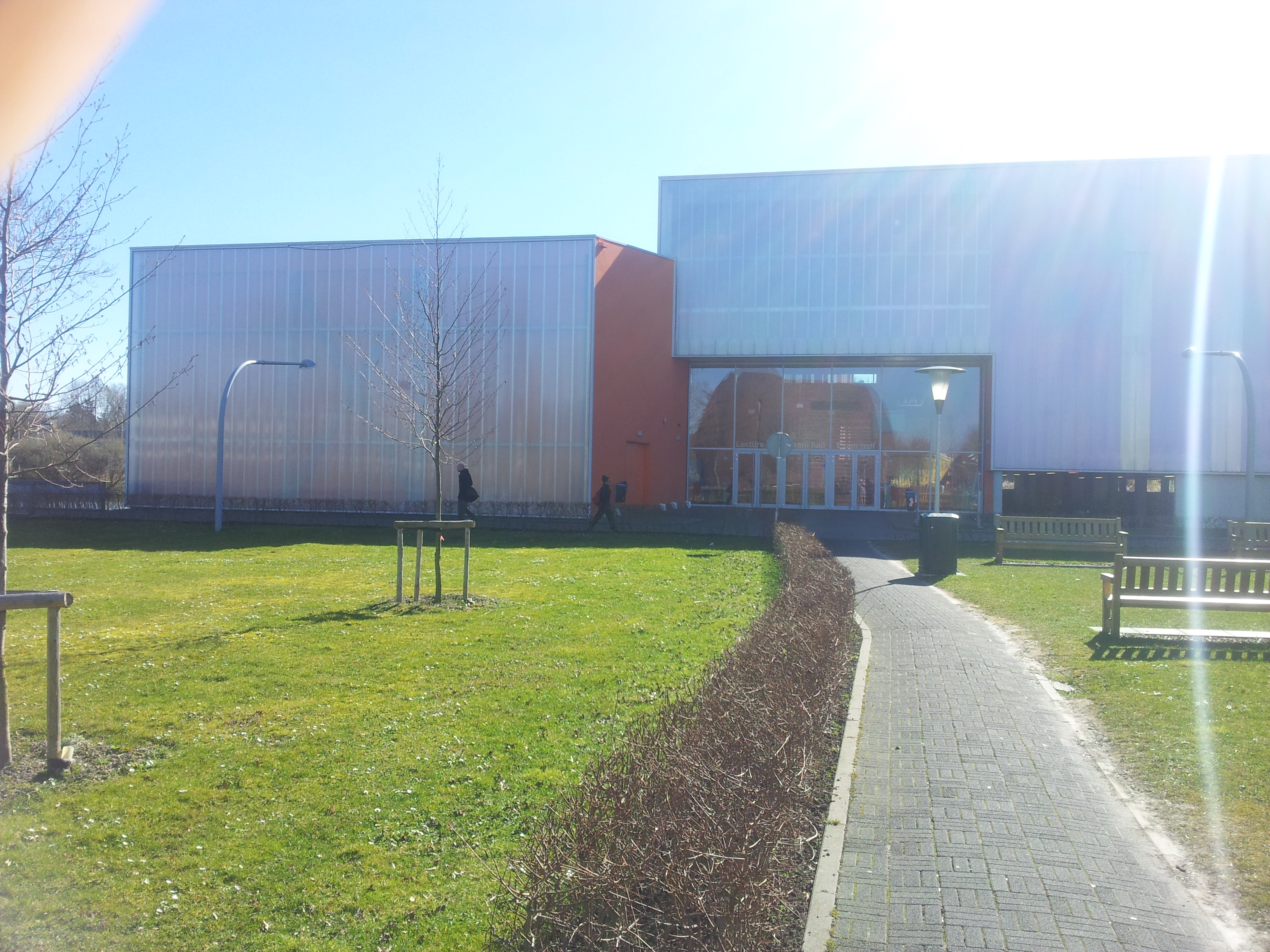
Aletta Jacobshal

#### Hanzehogeschool

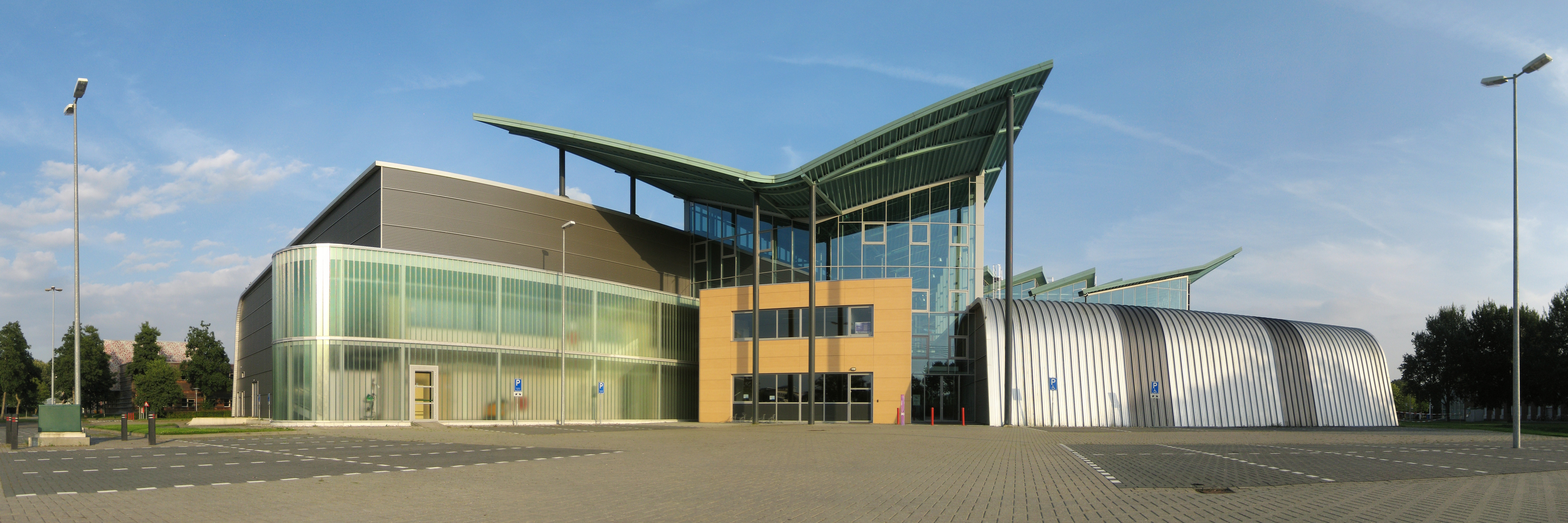
Willem Alexander Sportcentrum
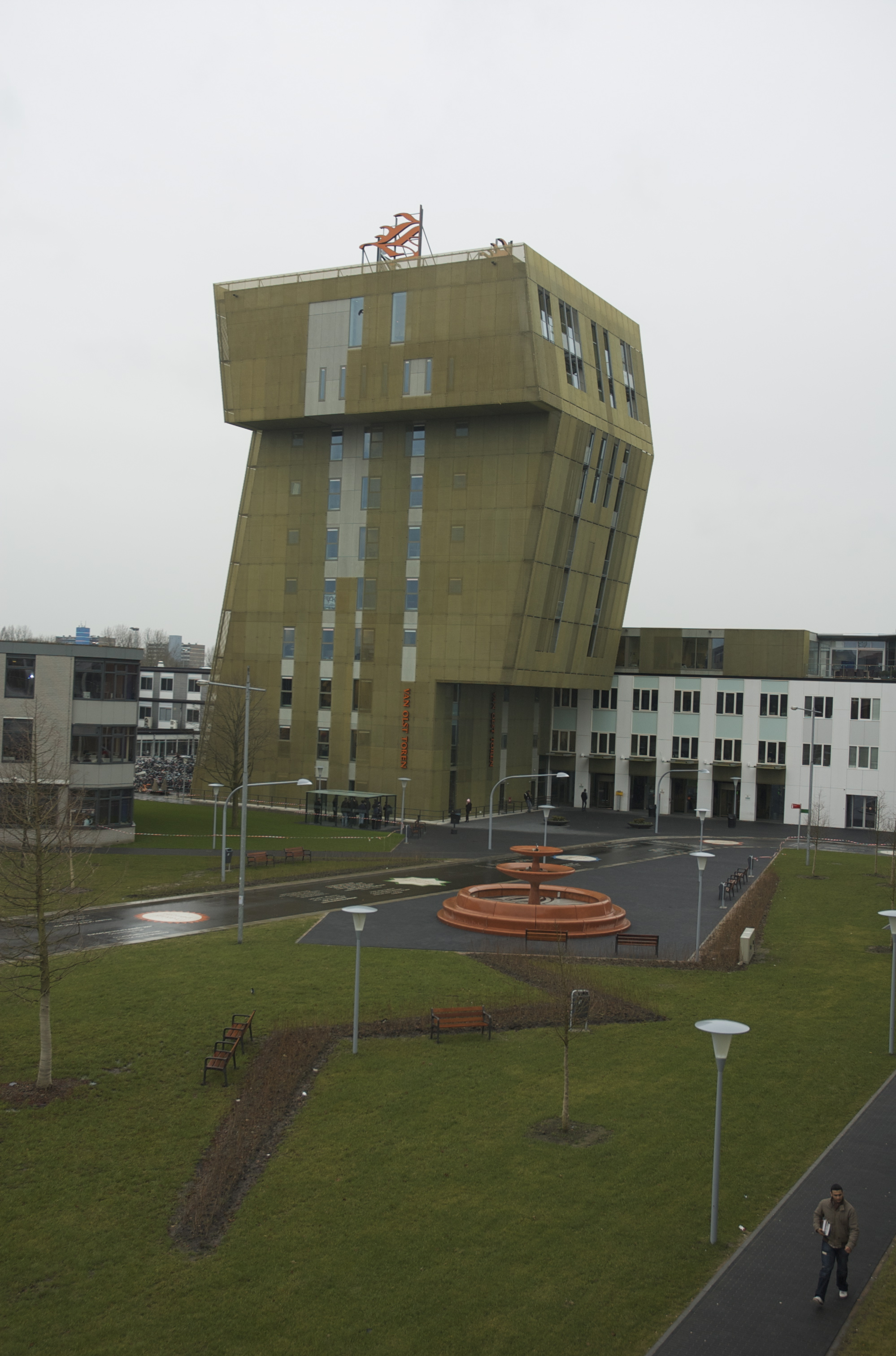
Van Olstborg
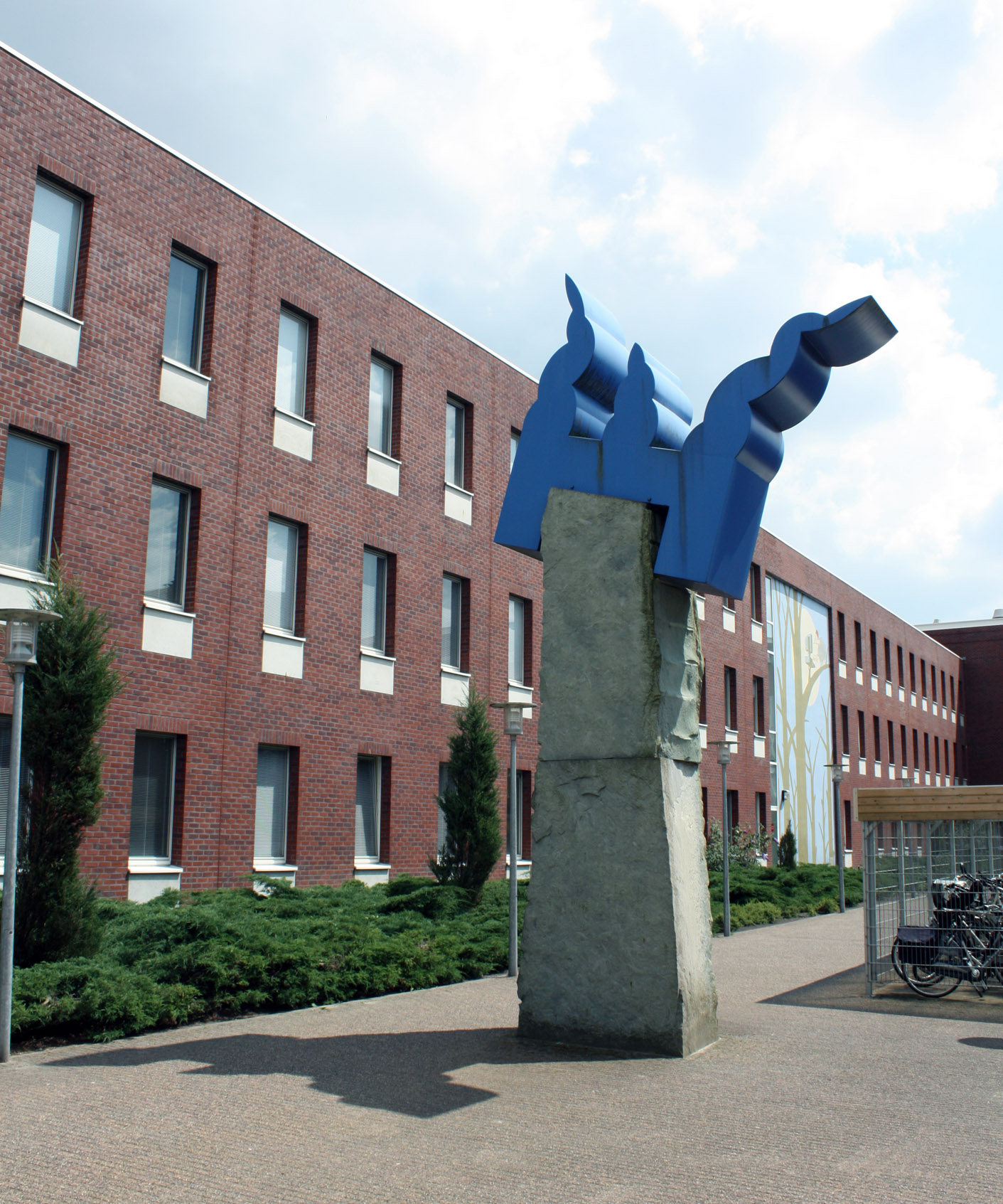
Van Doorenveste
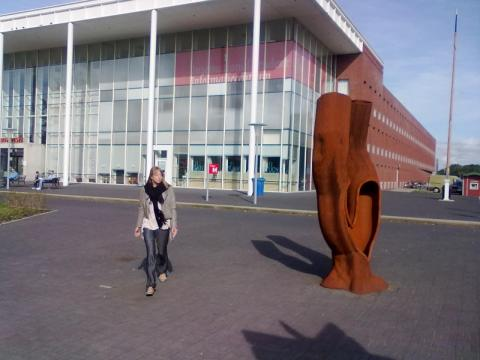
Van Doorenveste

Naast de verschillende faculteiten, opleidingen en onderzoekscentra, zijn het Facilitair Bedrijf van de RUG, het Donald Smits Centrum voor Informatie Technologie (Smitsborg), een grote tentamenhal (Aletta Jacobs hal) en het sportcentrum van de universiteit en hogeschool er gevestigd. Op het sportcentrum zijn de studentensportverenigingen van de ACLO gehuisvest.